# Mobile Suit Gundam the Origin
Mobile Suit Gundam the Origin (jap. 機動戦士ガンダムTHE ORIGIN Kidō Senshi Gundam - The Origin) ist eine Mangaserie des Zeichners   Yoshikazu Yasuhiko. Sie erschien in Japan von 2001 bis 2011 und ist eine Neuerzählung der Geschichte von Mobile Suit Gundam, der ersten Serie aus dem Gundam-Franchise. Von 2016 bis 2019 wurde der Manga als Anime umgesetzt, der zunächst als Original Video Animation erschien und danach umgearbeitet als Fernsehserie und schließlich als Filmreihe veröffentlicht wurde. Die Fernsehserie erhielt dabei den Titel Kidō Senshi Gundam: The Origin Zenya – Akai Suisei (機動戦士ガンダム THE ORIGIN 前夜 赤い彗星) und wurde international als Mobile Suit Gundam: The Origin: Advent of the Red Comet bekannt.

## Inhalt
Die Geschichte erzählt die Handlung der Fernsehserie Mobile Suit Gundam von 1979 neu. Nachdem die Menschen über Jahrhunderte das Weltall kolonisiert haben, erklärte eine entfernte Kolonie als Herzogtum Zeon ihre Unabhängigkeit. Es kam zu einem interstellaren Konflikt, in dem bald auch riesige Kampfroboter in Erscheinung treten sollten. Der Transport des experimentellen Kampfroboters RX-78 Gundam wird von Zeon angegriffen. Dabei wird eine Kolonie beschädigt und gerät in Gefahr, sodass nun auch flüchtende Zivilisten Teil des Transports werden. Bei einem weiteren Angriff werden alle Soldaten getötet und auch die Zivilisten ins Visier genommen. Nur der junge Roboterpilot Amuro kann Gundam steuern und sich gegen den Angriff zur Wehr setzen. 

## Veröffentlichung
Die Serie erschien zunächst von Juni 2001 bis Juni 2011 im Magazin Gundam Ace bei Kadokawa Shoten. Sie wurde umgesetzt von Yoshikazu Yasuhiko, basierend auf den Konzepten von Hajime Yatate und Yoshiyuki Tomino und den Mechanical Designs von Kunio Ōkawara, die für die Fernsehserie Mobile Suit Gundam 1979 entwickelt worden waren. Der Manga erschien später in 23 Sammelbänden. Seit November 2024 wird eine deutsche Übersetzung von Sascha Mandler in bisher drei Bänden bei Manga Cult veröffentlicht (Stand: Mai 2025). Auf Englisch erschien die Serie bei Viz Media sowie erneut bei Vertical, auf Französisch bei Pika Édition, auf Spanisch bei Norma Editorial, auf Italienisch bei Edizioni Star Comics und auf Chinesisch bei Kadokawa Taiwan.
Der Hauptserie folgte in Japan 2015 ein Sonderband, der einige nach Ende der eigentlichen Geschichte erschienenen, einzelnen Kapitel sammelt, sowie eine Yonkoma-Comedy-Serie von Kazuya Tani. Eine Ableger-Serie unter dem Titel Kidō Senshi Gundam: The Origin MSD Cucuruz Doan no Shima folgte in den Jahren 2015 und 2016. Sie erschien zunächst ebenfalls im Gundam Ace und danach in Sammelbänden. Sie erreichte fünf Bände, die von Kodansha auch auf Englisch in den USA herausgegeben wurden.

## Anime-Adaptionen
Eine erste Verfilmung des Mangas entstand 2015 als Original Video Animation mit sechs Folgen. Bei der Produktion von Studio Sunrise führte Yoshikazu Yasuhiko Regie und die Drehbücher schrieb Katsuyuki Sumisawa. Für das Charakterdesign waren Tsukasa Kotobuki und Yoshikazu Yasuhiko verantwortlich und die künstlerische Leitung lag bei Junichi Higashi, Shigemi Ikeda und Yukiko Maruyama. Die Computeranimationen leitete Kiichiro Inoue, für die Kameraführung war Takeshi Katsurayama verantwortlich und Tonregie führte Sadayoshi Fujino. Die erste Folge wurde am 28. Februar 2015 im Kino aufgeführt. Es folgte die Veröffentlichung aller sechs Folgen mit 58 bis 84 Minuten Laufzeit auf Kaufmedien.
Die OVA wurde zweimal umgearbeitet neu veröffentlicht. Vom 29. April bis 12. August 2019 wurde sie als 13-teilige Fernsehserie gezeigt. Dazu wurden Vor- und Abspanne neu produziert. Diese Fassung erhielt in Japan den Titel Kidō Senshi Gundam: The Origin Zenya – Akai Suisei (機動戦士ガンダム THE ORIGIN 前夜 赤い彗星) und wurde international als Mobile Suit Gundam: The Origin: Advent of the Red Comet veröffentlicht. 2024 erfolgte dann die Veröffentlichung als dreiteilige Kinofilmreihe mit Premieredaten am 13. September, 27. September und 11. Oktober. Zum Manga-Ableger Cucuruz Doan no Shima kam 2022 in Japan ein Anime-Film unter dem Titel Kidō Senshi Gundam: Cucuruz Doan no Shima in die Kinos.

### Synchronisation
| Rolle                          | japanische Stimme (Seiyū) |
| ------------------------------ | ------------------------- |
| Casval Rem Deikun              | Mayumi Tanaka             |
| Artesia Som Deikun/Sayla Mass  | Megumi Han                |
| Casval Rem Deikun/Édouard Mass | Shūichi Ikeda             |
| Char Aznable                   | Shūichi Ikeda             |

### Musik
Die Musik der OVA komponierte Takayuki Hattori. Die Abspanne der Folgen wurden unterlegt mit den Liedern:
- Hoshikuzu no Sunadokei (星屑の砂時計) von Takayuki Hattori ft. yu-yu
- Kaze yo 0074 (風よ 0074) von Takayuki Hattori ft. Takumi Ishida
- Eien no Astraea (永遠のAstraea) von Kō Shibasaki
- Sora no Kanata de (宇宙の彼方で) von Hiroko Moriguchi
- I can’t do Anything -Sora yo- von Takayuki Hattori ft AYA
- Hasen no Namida von Masayoshi Yamazaki

Während der Folgen wurden die Lieder By Your Side von Kaori Sawada und Don’t Say Good bye von Kaori Sawada eingespielt. Für die Umarbeitung als Fernsehserie wurden drei Vor- und drei Abspanne mit Liedern produziert. Die Vorspannlieder sind:
- Sora no Uta ~Higher and Higher~ (宇宙の詩 〜Higher and Higher〜) von Luna Sea
- Hisōbi (悲壮美) von Luna Sea
- Beyond the Time ~Möbius no Sora wo Koete~ (BEYOND THE TIME ～メビウスの宇宙を越えて～) von Luna Sea

Die Abspannlieder sind:
- Meguriai (めぐりあい) von Sugizo feat. Glim Spanky
- Mizu no Hoshi e Ai wo Komete (水の星へ愛をこめて) von Sugizo feat. Komai
- A Red Ray von Sugizo feat. miwa

## Verkaufszahlen
Der Manga war in Japan ein Verkaufserfolg und erreichte mit mehreren Bänden Platzierungen in den Manga-Verkaufscharts. So konnte vom Band 18 über 188.000 in zwei Wochen erreichen. Der Abschlussband verkaufte sich dann knapp 200.000 Mal. Auch der Sonderband war ein Verkaufserfolg und setzte innerhalb von zwei Wochen nach Erscheinen über 140.000 Exemplare ab.